# Halowe Mistrzostwa Europy w Lekkoatletyce 2019 – skok w dal kobiet
Skok w dal kobiet – jedna z konkurencji technicznych rozgrywanych podczas halowych lekkoatletycznych mistrzostw Europy w hali Emirates Arena w Glasgow. Tytuł mistrzyni sprzed dwóch lat obroniła Serbka Ivana Španović.

## Terminarz
| Data    | Godzina |              |
| ------- | ------- | ------------ |
| 2 marca | 10:00   | Kwalifikacje |
| 3 marca | 18:00   | Finał        |

## Statystyka

### Rekordy
Tabela prezentuje halowy rekord świata, rekord Europy w hali, rekord halowych mistrzostw Europy, a także najlepsze osiągnięcia w hali w Europie i na świecie w sezonie 2019 przed rozpoczęciem mistrzostw.
|                                               | Zawodniczka     | Wynik | Miejsce   | Data                |
| --------------------------------------------- | --------------- | ----- | --------- | ------------------- |
| Rekord świata                                 | Heike Drechsler | 7,37  | Wiedeń    | 13 lutego 1988(dts) |
| Rekord Europy                                 | Heike Drechsler | 7,37  | Wiedeń    |                     |
| Rekord mistrzostw Europy                      | Heike Drechsler | 7,30  | Budapeszt | 5 marca 1988(dts)   |
| Najlepszy wynik na świecie w 2019 roku (hala) | Malaika Mihambo | 6,99  | Berlin    | 1 lutego 2019(dts)  |
| Najlepszy wynik w Europie w 2019 roku (hala)  | Malaika Mihambo | 6,99  | Berlin    | 1 lutego 2019(dts)  |

### Najlepsze wyniki w Europie
Poniższa tabela przedstawia 10 najlepszych rezultatów na Starym Kontynencie w sezonie 2019 przed rozpoczęciem mistrzostw.

W zestawieniu nie ujęto rosyjskich lekkoatletek zawieszonych z powodu afery dopingowej, z wyłączeniem startujących w mistrzostwach jako autoryzowani lekkoatleci neutralni.
| Pozycja | Zawodniczka                 | Reprezentacja   | Wynik | Data                | Miejsce    |
| ------- | --------------------------- | --------------- | ----- | ------------------- | ---------- |
| 1.      | Malaika Mihambo             | Niemcy          | 6,99  | 1 lutego(dts) br    | Berlin     |
| 2.      | Ivana Španović              | Serbia          | 6,92  | 20 lutego(dts) br   | Belgrad    |
| 3.      | Maryna Bech-Romanczuk       | Ukraina         | 6,85  | 8 lutego(dts) br    | Sumy       |
| 4.      | Alina Rotaru                | Rumunia         | 6,70  | 7 lutego(dts) br    | Bukareszt  |
| 5.      | Nastassia Mironczyk-Iwanowa | Białoruś        | 6,67  | 10 lutego(dts) br   | Metz       |
| 6.      | Khaddi Sagnia               | Szwecja         | 6,64  | 4 lutego(dts) br    | Sztokholm  |
| 7.      | Éloyse Lesueur-Aymonin      | Francja         | 6,60  | 10 lutego(dts) br   | Metz       |
| 7.      | Tania Vicenzino             | Włochy          | 6,60  | 16 lutego(dts) br   | Ankona     |
| 9.      | Abigail Irozuru             | Wielka Brytania | 6,59  | 16 lutego(dts) br   | Birmingham |
| 10.     | Sosthene Taroum Moguenara   | Niemcy          | 6,58  | 27 stycznia(dts) br | Dortmund   |
| 10.     | Laura Strati                | Włochy          | 6,58  | 10 lutego(dts) br   | Metz       |

Pogrubioną czcionką oznaczono zawodniczki, które wystartowały na mistrzostwach.

## Rezultaty

### Kwalifikacje
Do kwalifikacji przystąpiło 18 skoczkiń. Awans do finału dawało osiągnięcie odległości 6,65 m (Q) lub zajęcie jednego z pierwszych ośmiu miejsc (q).
Opracowano na podstawie materiału źródłowego.
| Poz. | Zawodniczka                 | Reprezentacja   | #1   | #2   | #3   | Rezultat | Uwagi |
| ---- | --------------------------- | --------------- | ---- | ---- | ---- | -------- | ----- |
| 1.   | Ivana Španović              | Serbia          | 6,79 | –    | –    | 6,79     | Q,    |
| 2.   | Maryna Bech-Romanczuk       | Ukraina         | 6,57 | 6,78 | –    | 6,78     | Q     |
| 3.   | Nastassia Mironczyk-Iwanowa | Białoruś        | 6,77 | –    | –    | 6,77     | Q,    |
| 4.   | Malaika Mihambo             | Niemcy          | 6,74 | –    | –    | 6,74     | Q     |
| 5.   | Tania Vicenzino             | Włochy          | 6,51 | 6,68 | –    | 6,68     | Q,    |
| 6.   | Alina Rotaru                | Rumunia         | 6,45 | 6,66 | –    | 6,66     | Q     |
| 7.   | Florentina Iusco            | Rumunia         | 6,52 | 6,45 | –    | 6,52     | q,    |
| 8.   | Abigail Irozuru             | Wielka Brytania | 6,45 | 6,32 | 6,50 | 6,50     | q     |
| 9.   | Fátima Diame                | Hiszpania       | 6,25 | x    | 6,46 | 6,46     |       |
| 10.  | Māra Grīva                  | Łotwa           | 6,37 | x    | 6,41 | 6,41     | =     |
| 11.  | Milica Gardašević           | Serbia          | 6,30 | x    | 6,41 | 6,41     |       |
| 12.  | Laura Strati                | Włochy          | 6,35 | x    | 6,40 | 6,40     |       |
| 13.  | Éloyse Lesueur-Aymonin      | Francja         | 6,22 | 6,37 | 6,31 | 6,37     |       |
| 14.  | Jahisha Thomas              | Wielka Brytania | 6,33 | 6,20 | 6,34 | 6,34     |       |
| 15.  | Lauma Grīva                 | Łotwa           | 6,34 | 6,29 | 6,16 | 6,34     |       |
| 16.  | Hafdís Sigurðardóttir       | Islandia        | x    | 6,25 | 6,34 | 6,34     |       |
| 17.  | Anasztázia Nguyen           | Węgry           | x    | 6,28 | x    | 6,28     |       |
| 17.  | Jazmin Sawyers              | Wielka Brytania | x    | x    | 6,28 | 6,28     |       |
| –    | Hanne Maudens               | Belgia          | –    | –    | –    | DNS      |       |

### Finał
Opracowano na podstawie materiału źródłowego.
| Poz. | Zawodniczka                 | Reprezentacja   | Próby | Próby | Próby | Próby | Próby | Próby | Wynik | Uwagi |
| Poz. | Zawodniczka                 | Reprezentacja   | 1     | 2     | 3     | 4     | 5     | 6     | Wynik | Uwagi |
| ---- | --------------------------- | --------------- | ----- | ----- | ----- | ----- | ----- | ----- | ----- | ----- |
| 01 ! | Ivana Španović              | Serbia          | 6,90  | 6,72  | 6,80  | 6,78  | 6,99  | –     | 6,99  | =     |
| 02 ! | Nastassia Mironczyk-Iwanowa | Białoruś        | 6,93  | x     | 6,89  | 6,77  | x     | x     | 6,93  | PB    |
| 03 ! | Maryna Bech-Romanczuk       | Ukraina         | x     | x     | 6,63  | 6,84  | 6,75  | 6,62  | 6,84  |       |
| 4.   | Malaika Mihambo             | Niemcy          | 6,82  | x     | x     | 6,83  | x     | x     | 6,83  |       |
| 5.   | Alina Rotaru                | Rumunia         | 6,36  | x     | 6,64  | 6,57  | x     | 6,59  | 6,64  |       |
| 6.   | Tania Vicenzino             | Włochy          | 6,42  | 6,01  | 6,40  | 6,41  | 6,58  | 6,50  | 6,58  |       |
| 7.   | Abigail Irozuru             | Wielka Brytania | 6,41  | x     | 6,50  | x     | 6,37  | 6,35  | 6,50  |       |
| 8.   | Florentina Costina Iușco    | Rumunia         | x     | x     | 6,39  | 6,28  | 6,49  | x     | 6,49  |       |